# Leçons de mathématiques d'aujourd'hui

Les Leçons de mathématiques d'aujourd'hui sont une collection de livres réunissant des exposés donnés sous le même titre à l'Université de Bordeaux à partir de 1993, visant à présenter de manière accessible un panorama des mathématiques contemporaines.

## Objectifs des exposés
À partir de 1993, l'École doctorale de mathématiques et d'informatique de Bordeaux a organisé une série d'exposés « faits par des experts de renommée internationale », dont l'objectif est de présenter « un panorama largement accessible des mathématiques contemporaines », exposés « à la fois accessibles aux étudiants avancés et intéressants pour les professionnels ». Les orateurs disposent d'une heure et demie ou deux heures ; il leur est demandé « d'adopter un ton pédagogique, ni trop vague, ni trop pointu ».
Les leçons sont enregistrées, puis rédigées par un doctorant, avec l'aide du conférencier, « en suivant au plus près tout le discours parlé. » ; la plupart de ces textes ont été publiés aux Éditions Cassini (collection Le Sel et le Fer) en cinq volumes, chacun couvrant douze leçons.

## Liste des exposés et des auteurs

### Volume 1
1. Jean-Pierre Kahane : Le théorème de Pythagore, l'analyse multi-fractale et le mouvement brownien.
2. Pierre Cartier : L'intégrale de chemins de Feynman : d'une vue intuitive à un cadre rigoureux.
3. Vladimir I. Arnold : Nombres d'Euler, de Bernoulli et de Springer pour les groupes de Coxeter et les espaces de morsification : le calcul des serpents.
4. Don Zagier : Quelques conséquences surprenantes de la cohomologie de SL{\displaystyle _{2}(\mathbb {Z} )}.
5. Haïm Brézis : Tourbillons de Ginzburg-Landau, énergie renormalisée et effets de quantification.
6. Bernard Malgrange : Monodromie, phase stationnaire et polynôme de Bernstein-Sato.
7. John Coates : Courbes elliptiques.
8. Yves Meyer : Approximation par ondelettes et approximation non-linéaire.
9. Henry Helson (en) : Et les séries de Fourier devinrent Analyse harmonique.
10. Yves Colin de Verdière : Réseaux électriques planaires.
11. Frédéric Pham : Caustiques : aspects géométriques et ondulatoires.
12. Pierre-Louis Lions : Problèmes mathématiques de la mécanique des fluides compressibles.

### Volume 2
1. Gilles Godefroy : De l'irrationalité à l'indécidabilité.
2. Jean-Yves Girard : La théorie de la démonstration, du programme de Hilbert à la logique linéaire.
3. Gérald Tenenbaum : Qu'est-ce qu'un entier normal ?
4. François Morain (de) : La cryptologie est-elle soluble dans les mathématiques ?
5. Michel Waldschmidt : Fonctions modulaires et transcendance.
6. Guy David : Ensembles uniformément rectifiables.
7. Claude Bardos : Observation à hautes et basses fréquences, contrôlabilité, décroissance locale de l'énergie et mesures de défaut.
8. Max Karoubi : Topologie et formes différentielles[4].
9. Jean-Marc Fontaine : Nombres p-adiques, représentations galoisiennes et applications arithmétiques.
10. Marc Hindry : Géométrie et équations diophantiennes.
11. Michel Raynaud : Courbes algébriques et groupe fondamental.
12. Michael S. Keane : Marches aléatoires renforcées.

### Volume 3
1. Benoît Perthame : Quelques équations de transport apparaissant en biologie.
2. Jeffrey Rauch : À travers un prisme.
3. Nicole El Karoui : Gestion des risques financiers dans un monde dynamique.
4. Marc Yor : Le mouvement brownien : une martingale exceptionnelle et néanmoins générique.
5. Wendelin Werner : Lacets et invariance conforme.
6. Xavier Viennot : Énumérons ! De la combinatoire énumérative classique aux nouvelles combinatoires : bijective, algébrique, expérimentale, quantique et... magique!
7. Bernard Teissier : Volume des corps convexes, géométrie et algèbre.
8. Dominique Cerveau : Champs d'hyperplans.
9. Fabien Morel : Groupes d'homotopie de sphères algébriques et formes quadratiques.
10. Pierre Berthelot : Points rationnels des variétés algébriques sur les corps finis : l'approche p-adique.
11. Bruno Kahn : Motifs.
12. Laurent Lafforgue : Formules de trace et programme de Langlands.

### Volume 4
1. Michèle Audin : Systèmes hamiltoniens intégrables.
2. Alain Guichardet : La méthode des orbites : historique, principes, résultats.
3. Philippe Biane : Matrices aléatoires : propriétés spectrales et convolution libre.
4. André Galligo : Factorisation absolue de polynômes à plusieurs variables.
5. Ilia Itenberg : Géométrie tropicale et dénombrement de courbes.
6. Jean-Éric Pin : Automates réversibles : combinatoire, algèbre et topologie.
7. Bruno Courcelle : Structuration des graphes et logique.
8. David Ruelle : La théorie ergodique des systèmes dynamiques d'Anosov.
9. François Laudenbach : De la transversalité de Thom (en) au h-principe de Gromov (en).
10. Patrick Dehornoy : Le problème d'isotopie des tresses.
11. Cédric Villani : Transport optimal.
12. Étienne Ghys : Géodésiques sur les surfaces à courbure négative.

### Volume 5
1. Jonathan Keating : Les matrices aléatoires et la fonction ζ de Riemann.
2. Persi Diaconis : Addition, mélange de cartes et fonctions symétriques.
3. Jürg Fröhlich : Quelques aspects des mathématiques de la mécanique quantique.
4. François Loeser : De l'intégration p-adique à l'intégration motivique.
5. Mikhail Zaidenberg : Deux essais sur la géométrie affine.
6. Arnaud Beauville : La théorie de Hodge et quelques applications.
7. Gilles Dowek : Algorithmes et modèles : l'histoire d'une convergence.
8. Jean-Michel Bismut : Laplacien hypoelliptique et théorème de l'indice.
9. Christophe Soulé : Théorie d'Arakelov.
10. Laure Saint-Raymond : L'équation de Boltzmann. État de l'art et perspectives.
11. Sergiu Klainerman : Les défis mathématiques de la relativité générale.
12. Pierre Pansu : Difficultés d'approximation : de l'analyse à l'informatique théorique.

## Éditions
- Jean-Pierre Kahane, Pierre Cartier, Vladimir Arnold et al., Leçons de mathématiques d'aujourd'hui : présentées par Éric Charpentier et Nicolas Nikolski, vol. 1, Paris, Éditions Cassini, coll. « Le Sel et le Fer », 2000, 352 p. (ISBN 2-8422-5007-9)
- Gilles Godefroy, Jean-Yves Girard, Gérald Tenenbaum et al., Leçons de mathématiques d'aujourd'hui : présentées par Éric Charpentier, Laurent Habsieger et Nicolas Nikolski, vol. 2, Paris, Éditions Cassini, coll. « Le Sel et le Fer », 2003, 388 p. (ISBN 2-8422-5058-3, lire en ligne) (sur le site de Max Karoubi)
- Benoît Perthame, Jeffrey Rauch, Nicole El Karoui et al., Leçons de mathématiques d'aujourd'hui : présentées par Éric Charpentier et Nicolas Nikolski, vol. 3, Paris, Éditions Cassini, coll. « Le Sel et le Fer », 2006, 446 p. (ISBN 978-2-8422-5082-9)
- Michèle Audin, Alain Guichardet, Philippe Biane et al., Leçons de mathématiques d'aujourd'hui : présentées par Frédéric Bayart et Éric Charpentier, vol. 4, Paris, Éditions Cassini, coll. « Le Sel et le Fer », 2010, 384 p. (ISBN 978-2-8422-5114-7)
- Jonathan Keating, Perci Diaconis, Jürg Fröhlich et al., Leçons de mathématiques d'aujourd'hui : présentées par Pierre Mounoud, vol. 5, Paris, Éditions Cassini, coll. « Le Sel et le Fer », 2019, 381 p. (ISBN 978-2-8422-5169-7)